# Rubén Montañá
Rubén Montañá Ros (Badalona, 1983) es un actor y autor español en catalán.

## Biografía
Rubén Montañá es licenciado en Interpretación por el Instituto del Teatro. Por otra parte, cursó canto con Carme Lluch, Maria Dolors Aldea y Juan Antonio Vergel. Profesionalmente ha estado vinculado con el teatro Zorrilla de Badalona, donde ha participado en diferentes montajes, entre los que destacan El ventall, La filla del mar, Un dia, El bon doctor y La Cuina. Con la compañía BASE5 estrenó Aquesta nit tanquem en el mismo teatro y bajo la dirección de Lluís Marco. Ha participado también en la ópera La contadini in corte del Conservatorio del Liceo. Con la compañía de teatro La Oca Underground actuó en los espectáculos musicales L'apassionant carrera artística de Marta Gelabert (2003) y Per molts anys (2007). Participa como actor de reparto en la serie de TV3, El cor de la ciutat. Como escritor, su libro La nena de l'arbre recibió el Premio Josep Maria Folch de novelas para chicos y chicas en 2013, el mismo año en que ganó el Ciudad de Olot de Novela Juvenil por Atac llimac;también ha sido galardonado con el Premio Barcanova de literatura infantil y juvenil de 2015 por La botiga de mascotes extraordinàries, el Guillem Cifre de Colonya, también de narrativa infantil y juvenil, en 2016 y en 2020 ganó el premio Joaquim Ruyra con Les esferes del temps.